# くじら座タウ星
くじら座τ星（略称: τ Cet 英語: Tau Ceti）は地球から、くじら座の方向にある恒星で、太陽に似た黄色のG型主系列星である。

## 概要
地球から近い恒星の一つで、約12光年離れている。単独星のG型主系列星では、地球に最も近い恒星である。見かけの明るさの変動がほとんどなく、安定している。太陽に比べると金属量が乏しい。
くじら座τ星は3.5等級のため、肉眼でも容易に観測ができる。くじら座τ星から見ると、太陽はうしかい座の方向にある3等星として見える。
くじら座τ星の周りを、太陽系に存在するエッジワース・カイパーベルトの約10倍の質量を持つ塵円盤が取り囲んでいる事が分かっている。2012年12月に、5つの太陽系外惑星が存在する証拠が発見され、そのうち2つはハビタブルゾーン内を公転していることが判明した。2017年に、その2つに加え、新たに2つの惑星が存在する事が確認された。しかし、地球よりも、塵円盤の小天体との衝突が頻発に発生している可能性がある。それにも関わらず、くじら座τ星はソーラーアナログと呼ばれる、特に太陽に似た恒星の種類に分類されているため、人類の有望な居住先候補となっている。恒星の安定性、太陽との類似性、そして近距離にあることなどから、地球外知的生命体探査(SETI)の調査対象の一覧にもリストアップされており、SF作品などでしばしば異星人の故郷や宇宙植民地として登場する。

## 名称
「くじら座τ星」という名称は、1603年にヨハン・バイエルが作成した星表であるウラノメトリアで確立されたバイエル符号によるもので、くじら座の恒星の中でτという番号が付されていることを示している。1650年頃にエジプトのカイロで解読されたAl Achsasi al Mouakket内にあるCalendariumと呼ばれる星表で、くじら座τ星は、Thālith al Naʽāmāt(تالت ألنعامة)と表記されており、これはラテン語で「3つ目のダチョウ」を意味するTertia Struthionumと翻訳された。τ星は、η星、θ星、ζ星、υ星と共にAl Naʽāmāt(ألنعامة)と呼ばれる、ダチョウを表した星群を構成していた。
中国では、τ星は、上記のυ星を除く3つの恒星とι星、57番星を組み合わせた天倉という星群を構成している。τ星は、この5番目の恒星とされており、「天倉五」と表記される。

## 運動

くじら座τ星から見た太陽

恒星の固有運動は、天球上でほとんど動いていないように見える遠方の天体を基準にして測定する。くじら座τ星は年にわずか2秒未満動くだけで、1度動くのに約2,000年を要するが、大きな固有運動を持つ星 (high-proper-motion star) であるとされている。大きな固有運動は、地球からの距離が近いことを示している。近距離にある恒星は、遠方にある恒星よりも大きく動いているように見え、また年周視差の研究対象として適している。くじら座τ星の場合、年周視差は273.96ミリ秒で、地球からの距離は11.9光年となる。G型主系列星の中では、くじら座τ星は、ケンタウルス座α星Aに次いで地球に近い恒星である。
視線速度は、見かけ上ではなく、実際に恒星が移動している速度を表す。固有運動とは違い、速度を直接測定することはできないが、スペクトルで発生する赤方偏移、青方偏移で判断できる。波長が赤くなる赤方偏移では、恒星が地球から遠ざかっていることを示している。逆に波長が青くなる青方偏移では、恒星が地球に近づいていることを示す。くじら座τ星の視線速度は約-17km/sで、負の値は、τ星が地球に近づいていることを表している。
くじら座τ星との距離は、年周視差以外にも、固有運動と視線速度とを組み合わせて計算することができる。空間速度は約37km/sである。これを基に計算すると、くじら座τ星は銀河系の中心から9.7キロパーセク(3万2000光年)離れた、軌道離心率0.022の真円に近い軌道で公転しているとされている。

## 物理的特徴

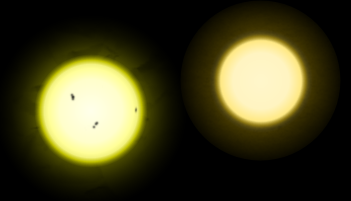
太陽(左)とくじら座τ星(右)の大きさの比較。くじら座τ星は太陽よりも小さい恒星である。

くじら座τ星は、伴星を持たない単独の恒星とされている。2000年現在、約137秒離れた位置に13.1等級の恒星があるが、見かけの二重星であり、連星系ではないと考えられている。
現在知られているくじら座τ星の物理的特徴や恒星系に関する情報は、分光法による観測で得られたものである。これらの情報を、恒星進化論に基づくモデルと比較することで、質量や半径、光度、年齢を求めることができる。しかし、干渉計を使えば、半径については誤差0.5%の精度で測定することができる。これらの手段によって、半径は太陽の79.3 ± 0.4%と求められている。これは、太陽より多少質量の小さな恒星に予期される大きさである。

### 自転
くじら座τ星の自転周期は、1価の陽イオンであるカルシウムイオン (Ca II) が光を吸収することによって生じる吸収線（フラウンホーファー線）であるH線とK線の周期的な変化を用いて測定されてきた。これらの吸収線は恒星表面の磁場の活動と密接な関係があり、波長の変動周期を測ることによって恒星が自転するのに要する時間を求めることができる。これにより、くじら座τ星の自転周期は、約34日であると推定されている。自転速度は、吸収線の赤方偏移より求めることができる。恒星が自転していると、地球から見て近づいている側では青方偏移、逆に遠ざかっている側は赤方偏移を起こす。こうして求められた自転速度は、以下の通りである。
veq · sin i ≈ 1 km/s
veqは、赤道における自転速度、iは自転軸と観測者の視線が成す角度を表している。典型的なG8型の恒星の自転速度は約2.5km/sであることから、このくじら座τ星の自転速度の相対的な遅さは、くじら座τ星をほぼ極の方向から観ていることを示している可能性がある。
自転以外に、吸収線の特徴を広げる別の要素として圧力幅がある。ある粒子の近くに別の粒子が存在すると、その粒子から放たれる放射線は影響を受ける。つまり線の幅は、恒星の表面重力と表面温度から計算される表面圧力に影響される。この方法を用いてくじら座τ星の表面重力が求められた。τ星の表面重力は約4.4log g で、太陽の4.44log g と非常に近い値である。

### 金属量
恒星の化学組成は、形成された時代を含む、進化の歴史に重要な手がかりを示している。形成される際に必要な星間物質のほとんどは、水素とヘリウムから成り、重元素は僅かな量しか存在しない。そして、年月を重ねるにつれて、恒星が超新星爆発などで重元素が増加していった。なので、比較的若い恒星は、年老いた恒星よりも重元素の割合が高い傾向がある。この割合を天文学では、金属量という。くじら座τ星の金属量は、太陽を基準とした常用対数表記では {\displaystyle {\rm {[Fe/H]}}=-0.50} となる。これは、この星の金属量が太陽の{\displaystyle 10^{-0.50}}倍、すなわち約3分の1であることを意味する。過去の観測では、金属量は-0.15から-0.60までと大きな誤差があった。
金属量が少ないことは、くじら座τ星が太陽よりも年老いた恒星であることを表す。過去の研究では、年齢は約100億年とされていたが、現在はその半分の58億年とされている。しかし、年齢推定値を採用したモデルに当てはめると、年齢は44億年から120億年の間になる。

### 光度の変動
くじら座τ星の光度は太陽の約55%である。この光度だと、地球が太陽から受ける日射量と等しくなるのは、恒星から約0.7au離れたところになり、太陽系では太陽から金星間に相当する。
くじら座τ星は極めて安定しており、彩層の磁気活動がほとんど、あるいは全く無いことを示している。くじら座τ星を9年間に渡って観測したある研究では、表面温度、彩層、粒状斑のいずれにも変動が見られなかった。赤外線天文学によるスペクトル中のカルシウムイオンのH線とK線の観測によると、くじら座τ星は11年周期で恒星活動を繰り返しているが、それは太陽と比べると小規模な変動である。このことから、現在のくじら座τ星はマウンダー極小期のような低活動期間にある可能性が示唆されている。
質量に比べて明るさが低いのは恒星のエネルギー源となる水素の核融合反応の速度が遅いためである。質量光度関係によれば、主系列に属する恒星の光度はおおよそ質量の3乗から4乗に比例しているので、太陽より軽量なくじら座τ星は太陽との質量比以上に光度が小さくなる。

## 太陽との比較
| 名前        | スペクトル分類 | 表面温度 (K) | 金属量[Fe/H] | 年齢 (億年) | 出典   |
| ----------- | -------------- | ------------ | ------------ | ----------- | ------ |
| 太陽        | G2V            | 5,778        | 0.00         | 46          | [ 34 ] |
| くじら座τ星 | G8.5V          | 5,344        | -0.55        | 58          |        |

## 惑星と生命の探索
くじら座τ星への研究意欲が大きいのは、地球からの距離、太陽との類似性、惑星と生命が存在する可能性がある点が挙げられる。太陽に似た恒星の名称として、ソーラーツイン、ソーラーアナログ、ソーラータイプがあるが、HallとLockwoodは、「これらの用語は、徐々に限定的な用語になりつつある」と報告している。くじら座τ星は、太陽と同様の質量と低い変動性を有するが、相対的な金属の欠如を考慮すると、ソーラーアナログに分類される。
くじら座τ星は惑星を視線速度法で発見できる有力なターゲットとされてきた。1988年の時点で、木星軌道（約5.2au）より内側に木星のような巨大ガス惑星が存在する視線速度の兆候は見られず、少なくとも2012年12月までは、惑星の存在を示す兆候は発見されなかった。この結果は、太陽系外惑星によく見られる、ホット・ジュピターが存在する可能性を排除し、木星質量以上で、公転周期が15年未満の惑星も存在しない事を示している。さらに、ハッブル宇宙望遠鏡に搭載されている広視野惑星カメラによる観測も1999年まで行われたが、望遠鏡の分解能の限界により、惑星を発見する事は出来なかった。
それまでの観測で、褐色矮星や木星のような巨大惑星の存在は否定されたが、地球軌道付近に、地球サイズの小型惑星が存在している可能性は依然として排除されていなかった。仮に、くじら座τ星から非常に近い位置にホット・ジュピターが存在しているとすると、ハビタブルゾーンに影響を及ぼす可能性が高い。そのため、ホット・ジュピターが存在しないとすると、地球のような環境の惑星が存在している可能性が高くなる。くじら座τ星の惑星に、原始的な生命が存在しているとすると、地球での生命活動によって生じる酸素などのように、大気成分から、生命が存在しているかが明らかになる可能性もある。

### SETIとHabCat

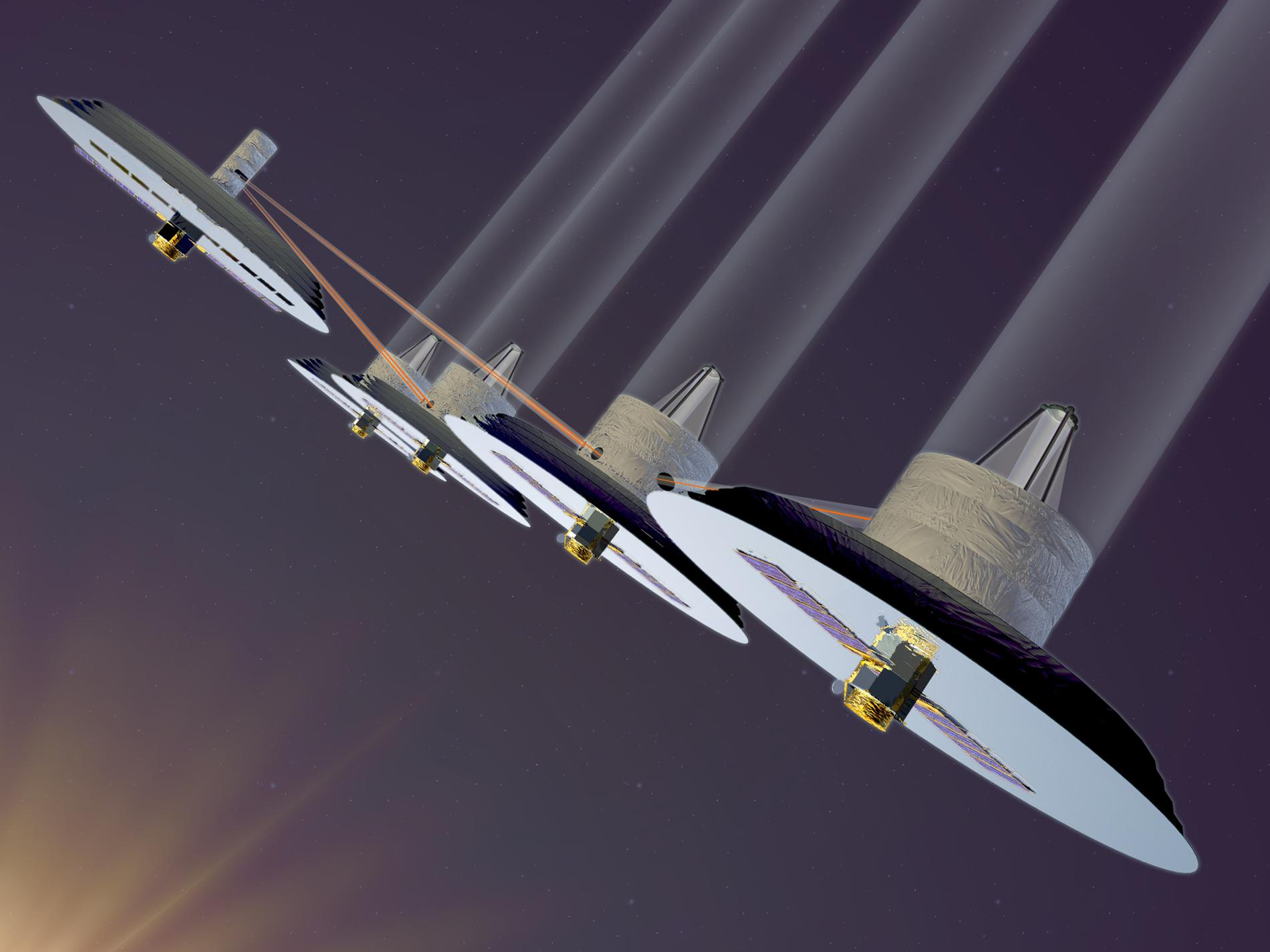
くじら座τ星は、計画中止となったNASAのTerrestrial Planet Finderの観測対象の一つだった。

これまでで、くじら座τ星をターゲットとした、最も大規模に行われたプロジェクトとして、オズマ計画がある。オズマ計画は、選ばれた恒星から、人工的な無線信号が発信されている事を発見し、それによって「地球外文明」を捜す事が目標とされ、天文学者フランク・ドレイクが中心となって行われた。このような活動は後に地球外知的生命体探査(SETI)と呼ばれるようになる。ターゲットとして、地球に近く、組成が太陽に似ている、くじら座τ星とエリダヌス座ε星の2つが選ばれた。200時間にも及ぶ観測が行われたが、人工的な信号を捉える事が出来なかった。くじら座τ星からの信号探索は否定的に見られるようになっていった。
しかし、くじら座τ星への関心は消えなかった。2002年、天文学者のMargaret TurnbullとJill Tarterは、SETIのプロジェクトの1つであるフェニックス・プロジェクトの支援のもと、近距離にある、地球のような惑星を持ちうる恒星の一覧HabCatを制作した。この一覧には、理論的に生命が居住可能な恒星は、約1万7000個とされ、元のサンプルの約10%を占めていた。翌年、Turnbullは、くじら座τ星を含む、太陽に似た恒星5,000個から、特に有望な30個をピックアップした。それらはアレン・テレスコープ・アレイの電波観測の基礎の一部を形成していくだろう。

## 惑星系
0.6auから0.9auの距離に地球型惑星が存在すれば水が液体で存在し居住に適していると考えられるが、仮に木星型惑星が存在しなければ、その惑星には地球が木星に守られるようなシステムが無い。太陽系では、エッジワース・カイパーベルト或いはオールトの雲から来る彗星が、木星の強い引力により軌道を変えられて地球との衝突が回避されて来た可能性があるが、くじら座τ星を巡る惑星ではそうした小天体との接近・衝突が頻発する可能性がある。
2012年12月19日、くじら座τ星を5つの惑星が公転している事が示唆された。惑星の推定下限質量は、地球質量の2倍から6倍であり、公転周期は14日から640日に渡るとされた。そのうちの1つくじら座τ星eは、太陽から地球までの距離の約半分のところを公転しているとされている。τ星の光度が太陽の52%、τ星eがτ星から0.552au（2012年当時の値）離れているため、τ星eはτ星から地球の1.71倍の放射を受けている。これは金星の1.91倍よりもやや少ない程度にも関わらず、いくつかの研究ではτ星eはハビタブルゾーン内にあるとしている。また、プエルトリコ大学アレシボ校のPlanetary Habitability Laboratoryでは、その外側を公転し、τ星からの放射が地球の28.5%しかないくじら座τ星fもハビタブルゾーン内にあるとしている。しかしながら2015年には、τ星eはハビタブルゾーンに入るための条件を甘く見積もる必要があり、τ星fもハビタブルゾーンに入ってからの期間が推定10億年と短いことから、地球外生命体が存在する見込みは薄いとする研究も発表されている。
| 名称 （恒星に近い順） | 質量                                | 軌道長半径 （天文単位）             | 公転周期 (日)                       | 軌道離心率                          | 軌道傾斜角 | 半径 |
| --------------------- | ----------------------------------- | ----------------------------------- | ----------------------------------- | ----------------------------------- | ---------- | ---- |
| b (未確認)            | >2.0 ± 0.8 M⊕                       | 0.105+0.005 −0.006                  | 13.965+0.017 −0.024                 | 0.16+0.22 −0.16                     | —          | —    |
| g                     | >1.75+0.25 −0.40 M⊕                 | 0.133+0.001 −0.002                  | 20.00+0.02 −0.01                    | 0.06+0.13 −0.06                     | —          | —    |
| c (未確認)            | >3.1+1.4 −1.1 M⊕                    | 0.195+0.009 −0.011                  | 35.362+0.088 −0.106                 | 0.03+0.28 −0.03                     | —          | —    |
| h                     | >1.83+0.68 −0.26 M⊕                 | 0.243 ± 0.003                       | 49.41+0.08 −0.10                    | 0.23+0.16 −0.15                     | —          | —    |
| d (未確認)            | >3.6 ± 1.7 M⊕                       | 0.374+0.017 −0.02                   | 94.11+0.7 −0.63                     | 0.08+0.26 −0.08                     | —          | —    |
| e                     | >3.93+0.83 −0.64 M⊕                 | 0.538 ± 0.006                       | 162.87+0.46 −1.08                   | 0.18+0.18 −0.14                     | —          | —    |
| f                     | >3.93+1.05 −1.37 M⊕                 | 1.334+0.017 −0.044                  | 636.13+11.70 −47.69                 | 0.16+0.07 −0.16                     | —          | —    |
| i (候補)              | 1608.2+540.3 −317.83 M⊕             | 5                                   | —                                   | —                                   | —          | —    |
| 塵円盤                | 35—50 or 55 または 2+8 −1—55 ± 5 au | 35—50 or 55 または 2+8 −1—55 ± 5 au | 35—50 or 55 または 2+8 −1—55 ± 5 au | 35—50 or 55 または 2+8 −1—55 ± 5 au | —          | —    |

くじら座τ星系のハビタブルゾーンは、τ星からは0.55auから1.16au離れているとされている。
2017年8月、それまでの5つの惑星候補のうち、外側のτ星eとτ星fの存在が確認された。また内側の3つの惑星候補（τ星b, c, d）に対応するとされていた視線速度の変動は、当初考えられていたのとは異なる2つの惑星に対応していることが分かった。これによりτ星b, c, dは実在しない可能性が高くなり、代わりに2つの惑星くじら座τ星g・くじら座τ星hが惑星候補に加えられた。τ星g, hの下限質量はともに地球の2倍以下とされており、岩石惑星である可能性が高い。
2019年、新たに惑星候補くじら座τ星iが存在する可能性が示されている。この惑星候補は、くじら座τ星系で一番外側に位置する。

### くじら座τ星e
くじら座τ星eは、ケック天文台のHIRES、アングロ・オーストラリアン惑星探査（AADS）、高精度視線速度系外惑星探査装置（HARPS）によるドップラー分光法観測で、存在が示唆されたくじら座τ星系の第4惑星である。公転周期は168日で、τ星からの距離は0.552au、下限質量は地球の4.3倍とされた。軌道要素と質量以外の、惑星に関する性質はほとんど知られていない。スーパーアースの最小質量が地球の5倍のため、τ星eは、地球に似た岩石惑星である可能性が高い。地球のような大気や温室効果を持っていると仮定すると、表面温度は68℃になる。
当時は惑星候補とされていたが、2017年8月に、その存在が確認された事が発表された。この発表で、τ星からの距離は0.538au、下限質量は地球の3.93倍に改められた。

### くじら座τ星f
くじら座τ星fも、HIRES、AADS、HARPSによる観測で、存在が示唆された、くじら座τ星系の第5惑星である。広く見積もった、くじら座τ星のハビタブルゾーンに位置する事から注目されている。
公転周期は約640日で、τ星eと同じく、軌道要素と質量以外の惑星に関する性質は明らかになっていない。惑星候補とされた2012年の発表では、下限質量は地球の6.6倍とされていた。2017年8月の発表で、τ星eと共にその存在が確定し、下限質量はτ星eと同じ、地球の3.93倍とされた。

### 塵円盤
2004年、Jane Greavesが率いるイギリスの研究チームが、くじら座τ星に、小惑星や彗星が太陽系の10倍以上も存在している事を発見した。この値は、円盤中の小天体が衝突した後に形成される冷たい塵の円盤を測定する事によって求められた。この塵円盤により、くじら座τ星を公転する惑星では、地球の10倍以上の頻度で天体衝突が起こるとされ、惑星における生態系に大きな影響を与える可能性がある。Greavesは、「どの惑星も、恐竜を払拭したと思われるサイズの小天体と、一定の頻度で衝突する可能性が高い」と指摘した。このような頻繁な天体衝突は、生態系や生物多様性に大きな影響を与えるが、仮に巨大ガス惑星が存在していれば、そちらに彗星や小天体を寄せ付けて、地球サイズの惑星への衝突の頻度を下げる可能性がある。
くじら座τ星の塵円盤は、スペクトルの遠赤外線部分に現れる、円盤からの放射を測定する事により、発見された。円盤は、恒星を中心にして対称的な構造になっており、外径はくじら座τ星から55au離れている。τ星に近い、温度が高い領域からの赤外線量が少ないのは、内径が約10auである事を表しているとされている。それに対して、太陽系のエッジワース・カイパーベルトが30～50auに広がっている。このような塵円盤が長期間に渡って維持されるには、大規模な天体衝突が頻繁に発生しないといけない。円盤の大部分は、35～50auに集中しており、ハビタブルゾーンからは大きく外れている。この距離での塵円盤の集中は、カイパーベルトに類似している。
くじら座τ星は。恒星周辺の円盤が、形成から時間が経過するにつれて、必ず消失していく訳ではない事を示している。大きな塵円盤がある事は、太陽に似た恒星の周辺では珍しい事では無い可能性も示している。くじら座τ星の塵円盤は、塵円盤を持つ近隣の恒星エリダヌス座ε星よりも20分の1の規模に収まっている。太陽の周りに、小天体などの塵円盤がほぼ無いのが、珍しいのかもしれない。ある研究チームは、太陽が形成されたばかりの頃、別の星に近づき、彗星と小天体の大部分が奪われたからだと主張している。衝突によって、絶え間なく塵が生成される恒星では、惑星の形成がより容易になるとされている。